# أمة الهيمنة
أمة الهيمنة (بالإنجليزية: Nation of Domination)‏ أحد فرق المصارعة المحترفة التي تنافس في اتحاد المصارعة العالمي (WWF) من 17 نوفمبر 1996 إلى 28 نوفمبر 1998، تم تشكيل الفرقة من قبل فاروق في عام 1996 وظلت فصيلًا مؤثرًا في الشركة خلال عصر الموقف. وجزء كبير من المنافسة في "حرب العصابات" ضد فرقة تلاميذ سفر الرؤيا و فرقة لوس بوريكواس في نهاية عام 1997، وأيضًا في العديد من عداوات مثيرة للاهتمام ضد نجوم مثل ستيف أوستن، فرقة رود واريورز، كين شامروك والعضو السابق أحمد جونسون. سبب رئيسي في صعود ذا روك إلى مرتبة النجوم، بالإضافة إلى المساعدة في تأسيس ديلو بروان ومارك هنري وغودفاذر.
أثناء وجوده في المجموعة، توج ذا روك بطلًا للقارات لمرة واحدة، وكان ديلو بروان بطلًا لأوروبا مرتين.